# Prionapteron tenebrella
Prionapteron tenebrella là một loài bướm đêm trong họ Crambidae.